# Enterizo morado de Selena

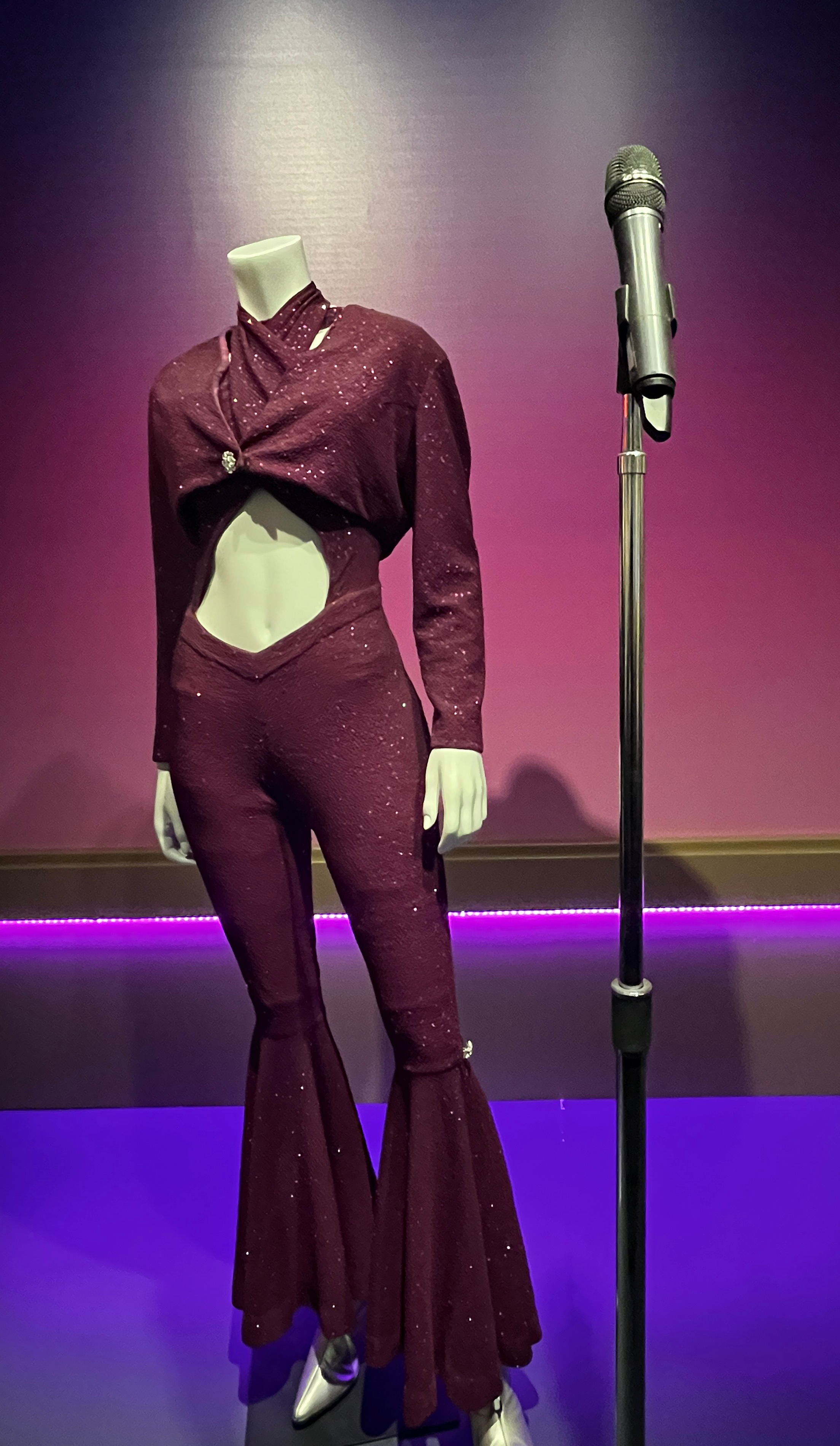
Réplica del traje que utilizó Selena. Este modelo fue portado por Jennifer López para personificar a la cantante en su película biográfica de 1997.

El enterizo morado de Selena es una prenda de vestir que lució la cantante estadounidense Selena en su último concierto televisado y grabado en el Houston Astrodome, en Texas, el 26 de febrero de 1995. Es considerado uno de sus trajes más icónicos. El vestido original se exhibe en el Museo Selena ubicado en Corpus Christi, ciudad natal de la artista.

## Descripción
El enterizo de color vino púrpura lleva un escote cruzado, con dobladillo acampanado en el pantalón y muchos cristales que le confieren brillo. Está descubierto en la zona del abdomen. Se complementó con una chaqueta de bolero en capas en la parte superior a juego con la tela del enterizo.

## Réplicas y homenajes
Al ser un traje icónico en la cultura popular estadounidense, especialmente entre la comunidad latina, se ha replicado y homenajeado en muchas ocasiones. Entre las distintas artistas que han lucido el enterizo morado de Selena están Kim Kardashian, Demi Lovato, America Ferrara y Ángela Aguilar.
En 2018 la marca femenina de ropa Fashion Nova sacó al mercado por Halloween una versión a modo de disfraz.
Por otro lado, las actrices que han interpretado a Selena en la ficción, como Jennifer López en Selena, Maya Zapata en El secreto de Selena y Christian Serratos en un avance de Selena: la serie publicado por Netflix en noviembre de 2019, han lucido el enterizo.